# Spejbl

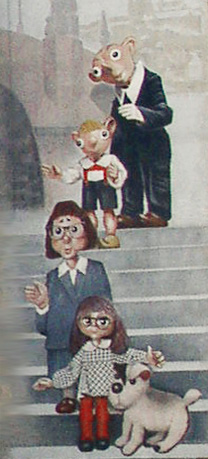
(seshora dolů) Spejbl, Hurvínek, paní Kateřina, Mánička a Žeryk

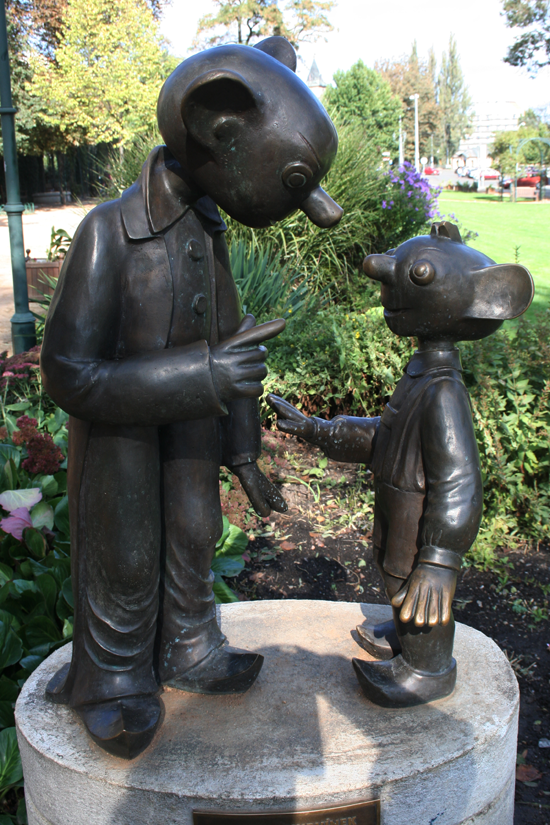
Spejbl a Hurvínek - plzeňský památník na počest Josefa Skupy

Josef Spejbl je populární česká loutka. Spejbl je otec Hurvínka. Loutku vytvořil v roce 1920 řezbář Karel Nosek a hlas jí propůjčil nejprve Josef Skupa, poté Miloš Kirschner a po jeho smrti jej mluvil Martin Klásek, následně Ondřej Lážnovský v alternaci s Martinem Kláskem a nyní, od roku 2022, jej mluví Martin Trecha.

## Historie loutky
Od I. světové války Josef Skupa působil v plzeňském Loutkovém divadle Feriálních osad (založeno 1913). Vystupoval s tradičním Kašpárkem, ale později se rozhodl ansámbl obohatit o zcela novou loutku, jejíž návrh předal řezbáři Karlu Noskovi. Jde o nákres na zachovalém balicím papíru, v jehož levé části je kresba těla loutky, jakési špalíčky, nad tím podepsán řezbář pan Nosek, vpravo je pak levostranný náčrt profilu hlavy posléze nazvaného Spejbla, nahoře signatura Josefa Skupy.[zdroj?] Frak a látkové ruce, protože pan Spejbl nikdy pracovat nebude, vytvořila teta Josefa Skupy, tedy sestra jeho matky, paní Vilemína Kubešová, čímž dostala loutka svou původní podobu. Není až tak pravdou, jak se uvádělo dosud, že řezbář Nosek loutku výrazně pozměnil, neboť by se jí děti bály. Provedení bylo ale dobové, tedy z běžně používaného i lipového dřeva. Řezbář Karel Nosek tedy nevytvořil dle své představy, ale dle vzoru pouze zrealizoval podobu podivného ušatého panáka s vypoulenýma očima a pleší ve fraku, přičemž toto navazuje na předchozí tvorbu Josefa Skupy, zejména jeho čerty, prince, ale i jiné malované postavy - ušatce a nosatce, existující tehdy s Kašpárkem jak malovaným, tak i zhmotněným fyzicky v loutku, kde existují dochované celkem 4 zdařilé kresby Josefa Skupy.[zdroj?]
Skupa, vycházeje z vlastního prostředí svého původu (otec pocházel ze selského rodu, matka naopak byla měšťanského původu) jím chtěl karikovat užvaněné měšťáky, kteří posedávají po hospodách a do všeho se pletou, aniž by čemukoli rozuměli. Loutka dostala jméno Spejbl, které Skupovi měl poradit jiný člen divadla, Karel Šlais, který přijal jméno Koval. Původ jména není zcela zřejmý, snad souvisí s hanlivým slovem - nadávkou přejatou z němčiny -  Bejbl, jímž se na Plzeňsku označovali hlupáci a popletové. 
Poprvé Skupa Spejbla představil na podzim roku 1920, kdy vystoupil po boku Kašpárka coby cvičenec na hrazdě. I později se Spejbl často objevoval na jevišti s Kašpárkem, přičemž se stával obětí jeho šprýmů, avšak sám Skupa cítil, že se postavy k sobě příliš nehodí. Spejbl proto někdy vystupoval i sám, avšak hry s jednou postavou rovněž nebyly to pravé. A tak, přestože si Spejbl získal určitou popularitu, postupně se začal na scéně objevovat málo. 
To se změnilo až v roce 1926, kdy synovec Karla Noska Gustav vytvořil jako překvapení pro Skupu zmenšenou kopii Spejbla, která dostala jméno Hurvínek. Skupa loutku s radostí přijal a začal ji obsazovat do rolí spolu se Spejblem. 
Hry, založené na dialogu Spejbla s Hurvínkem, si rychle získaly značnou popularitu a Skupa s nimi začal natáčet i rozhlasové pořady, gramofonové desky a vydávat knihy. V roce 1930 se rozhodl divadlo přebudovat na první českou profesionální loutkovou scénu, Divadlo Spejbla a Hurvínka. 
Za II. světové války v r. 1944 byl Josef Skupa zatčen a divadlo uzavřeno. Obnoveno bylo na podzim r. 1945, zároveň jej Skupa z Plzně přesunul do Prahy. V současnosti divadlo sídlí v Dejvické ulici v Praze 6. Od r. 1954 začal Skupu alternovat Miloš Kirschner, který navázal na jeho tradici, že Spejbla i Hurvínka mluví vždy stejný herec. Po Skupově smrti Kirschner pokračoval v úspěšné činnosti divadla. Začal se role Spejbla a Hurvínka učit v cizích jazycích, aby s nimi mohl vystupovat i v zahraničí. Od r. 1974 se s ním v rolích hlavních protagonistů začal střídat Martin Klásek, od r. 1982 už pravidelně a od Kirschnerovy smrti je tak již třetím hercem, mluvícím Spejbla a Hurvínka. Následně oba chvíli mluvil Ondřej Lážnovský a od roku 2022 je hlavním interpretem Martin Trecha a Martin Klásek mluví pouze představení pro dospělé. 
Od roku 1964 se používá loutek v úpravě člena souboru Radko Hakena, která přinesla nenásilné zušlechtění původních groteskních typů.

## Charakter
Skupa nechal Spejbla vytvořit jako karikaturu užvaněného měšťáka, proto je Spejbl plešatý, jako otravní přechytřelí dědkové, nosí staromilský frak, aby si dodal vážnosti, ten ovšem ostře kontrastuje s dřeváky, jež má Spejbl na nohou. Jeho podoba je rovněž poněkud ovlivněna dadaismem. 
Spejbl je komická postava, mluví (ve Skupově podání) huhňavým hlasem a všechno poplete. V dialozích s Hurvínkem dochází ke generačnímu sporu, v němž Spejbl je šosácký trouba, který chce každého poučovat, zatímco Hurvínek představuje ukňouraného, přidrzlého synka, který svými všetečnými otázkami dostává otce do úzkých. V interpretacích Kirschnerových se pak role otce stává předností a Spejbl vystupuje spíše jako postava komicky omylná. Po Kirschnerově smrti je pak hlavní důraz přesunut na dvojici Hurvínka a Máničky a Spejbl se stává vedlejší postavou, přihlouplým otcem s povrchním zájmem o Hurvínka, čímž se opět vrací do původního schématu Josefa Skupy. Už od počátku se ovšem charaktery obou postav značně obměňovaly podle potřeb jednotlivých her, nikdy nešlo o pevně vyhraněné postavy.

## Interpreti
Mluviči
- Josef Skupa (1892–1957)
- Miloš Kirschner (1927–1996)
- Martin Klásek (*1957)
- Ondřej Lážňovský
- Martin Trecha

Vodiči
Zpočátku vodil Spejbla zpravidla sám Josef Skupa (Hurvínka vodila jeho žena). I všichni pozdější "adoptivní otci" Spejbla často vodili, zejména ve forbínových výstupech v představeních pro dospělé. Mezi další významné vodiče postavy Spejbla patřili Miroslav Vomela, Luboš Homola, René Hájek, nebo Richard Maška. V současnosti vodí Spejbla zejména Matěj Kopecký.

## Parametry loutek
velikost/váha
- Malá (klasická)     55 cm / 1,60 kg
- Střední (hrací)     60 cm / 1,85 kg
- Velká (předscénová) 76 cm / 2,80 kg

## Večerníčky
Spejbl a Hurvínek se také stali hrdiny čtyř večerníčkových seriálů Československé a České televize:
- Na návštěvě u Spejbla a Hurvínka, premiéra, 5. ledna 1972, 13 epizod, režie Libuše Koutná,
- Znovu u Spejbla a Hurvínka, premiéra 23. prosince 1974, 13 epizod, režie Libuše Koutná,
- Hurvínek vzduchoplavcem, premiéra 1. prosince 1997, 7 epizod, režie Miloš Kirschner,
- Hurvínkův rok, premiéra 1. února 2004, 13 epizod, režie Tomáš Petráň.

## Souvisí se Spejblem
- Asteroid 29471 Spejbl objevený 27. října 1997 českou astronomkou Lenkou Kotkovou.
- Dvounohý kráčející robot Spejbl, vyvíjený 2005-2006 na katedře řídicí techniky Archivováno 28. 3. 2007 na Wayback Machine. FEL ČVUT  - pojmenování odráží počáteční způsob řízení robota s pevnou trajektorií kloubů, kdy je řízen trochu jako loutka.
- Už dvakrát se Spejbl dostal na poštovní známku:
  - Poprvé v emisi z 20. června 1961 v nákladu 3.030.000 kusů na známce za 60 haléřů. Autorem známky je V. Cinybulk.
  - Podruhé jako součást pravidelné emise Dětem byla známka v hodnotě 10 Kč vydána 27. května 2009. Známku navrhla Hana Čápová a vyrobil rytec Miloš Ondráček.
- Stříbrná pamětní medaile k 50. výročí úmrtí Josefa Skupy byla v nákladu 1000 kusů pořízena Českou mincovnou. Na medaili se objevuje Hurvínek se Spejblem a Josef Skupa. Medaili o hmotnosti 42 g a průměru 50 mm navrhl Jaroslav Bejvl.